# Мельжак
Мельжа́к (фр. и окс. Meljac) — коммуна во Франции, находится в регионе Окситания. Департамент — Аверон. Входит в состав кантона Носель. Округ коммуны — Родез.
Код INSEE коммуны — 12144.
Коммуна расположена приблизительно в 530 км к югу от Парижа, в 100 км северо-восточнее Тулузы, в 26 км к юго-западу от Родеза.

## Население
Население коммуны на 2008 год составляло 140 человек.
| 1962 | 1968 | 1975 | 1982 | 1990 | 1999 | 2008 |
| ---- | ---- | ---- | ---- | ---- | ---- | ---- |
| 234  | 281  | 250  | 233  | 217  | 155  | 140  |

## Экономика
В 2007 году среди 74 человек в трудоспособном возрасте (15—64 лет) 55 были экономически активными, 19 — неактивными (показатель активности — 74,3 %, в 1999 году было 62,5 %). Из 55 активных работали 54 человека (34 мужчины и 20 женщин), безработным был 1 мужчина. Среди 19 неактивных 5 человек были учениками или студентами, 6 — пенсионерами, 8 были неактивными по другим причинам.

## Фотогалерея
- Мэрия
- Крест
- Колодец